# Constitutio Tanta
La Constitutio tanta è una costituzione imperiale, emanata il 16 dicembre 533 dall'imperatore Giustiniano per promulgare il Digesto.

## Contenuti
Con questa costituzione, Giustiniano accentra definitivamente il potere di creazione ed interpretazione del diritto nelle mani imperiali. Infatti, in questa legge, viene sancito il divieto più assoluto di glossare e interpretare il Digesto. L'unica attività concessa sul testo è la traduzione «pedissequa» dal latino al greco. Guardando, infatti, al passato in maniera faziosa, Giustiniano accusa i giuristi di aver rovinato la scienza giuridica, rendendola oscura da chiara e perfetta che era. Dispone, quindi, che contemporaneamente alla promulgazione del Digesto (raccolta di tutti i passi più importanti delle opere dei giuristi classici), tutte le opere dei giureconsulti antichi andassero distrutte. L'unica opera pervenutaci integra sono, infatti, le Istituzioni di Gaio, sopravvissute in virtù del loro carattere eminentemente didattico.